# スタンレー・ホワイト
スタンレー・ホワイト（Stanley Hart White、1891年 - 1979年）はアメリカ人造園家、ランドスケープアーキテクト、造園教育者、指導者。ニューヨーク・ブルックリン生まれ。
幾つかの設計事務所でトップデザイナーを務めた後、1922年から1959年の37年間にわたり、イリノイ大学のランドスケープアーキテクチュア専攻教授を務めた。アメリカにおける造園教育分野の草分けでもありその弟子からはヒデオ・ササキ、ピーター・ウォーカー、チャールズ・ハリス、ローレンス・ズエルク、スチュアート・ドーソン、フィリップ・ルイス、ロバート・オードネル、リチャード・ハーグ等、多数の優秀な人材を輩出している。また彼自身この分野に残した業績は数多い。

## 人物
家系は母方の祖父がハドソン・リバー派の画家ウィリアム・ハートで、父は包装作業員から身を起こし、ピアノ製造企業の社長まで上り詰めた人物。スタンレーはバイオリンを習った。6人兄弟で、弟には作家のE・B・ホワイトがいる。生後生家はニューヨークからイーストリバー沿いのマウントバーノン郊外に移り住む。1908年、兄アルバートとともにコーネル大学に入学し、1912年に卒業。フラタニティを設立したが、しばらくしてハーバード大学デザイン大学院修士課程に進学。1915年課程を修了し修士号を取得した。その後フレッチャー・スティールの下を皮切りに、オルムステッドブラザース、A.D.テイラー、ジェイコブ・クレインの下でキャリアを積む。1918年からはイリノイ大学に勤務するまでマサチューセッツ州グロトンにあったランドスケープ・ロウソープ学校でランドスケープアーキテクチュアを教える非常勤講師を務める。一方で設計業の方は1920年に独立し設計事務所を開いたが、世界恐慌の影響を受けて結局2年で廃業し教職に専念した。イリノイは1931年まで農学部その後芸術学部で、当時は都市計画家ハーランド・バーソロミューやアーヴィン・ペターソン、カード・ノーマンらがいた。
1924年以降にはASLAでランドスケープ交流課題プログラム創設に参加し事務局をつとめている。
その他、大学教員時代の1936年から1937年にかけて、ウィスコンシン州グリーンデールの再定住促進事業に際し緑地帯都市の計画にも関与した。
1959年に退職後はデンバーに移り隠居生活していた。
ホワイトはこの他「ボタニカルブリックス」といういわゆる「緑化煉瓦」の発明で特許を取得している。
これは迅速な緑景を作り出す方法を植物モジュールとしてのプレキャスト製品を用い開花つるで垂直壁面を覆うことによって、任意の高さにそれが構築されることができると開発した。このアイデアは、博覧会やフェア、都市ヤード、屋内庭園、そして他の多くのプロジェクトのようなもののための活用できる可能性があると考えていた。
プロトタイプはイリノイ州アーバナの自宅で開発していた。
弟のエドウィンはキャサリンS.ホワイトに1937年送った手紙の中で発明について説明のエピソードをつづっているという。